# Télévision en Éthiopie

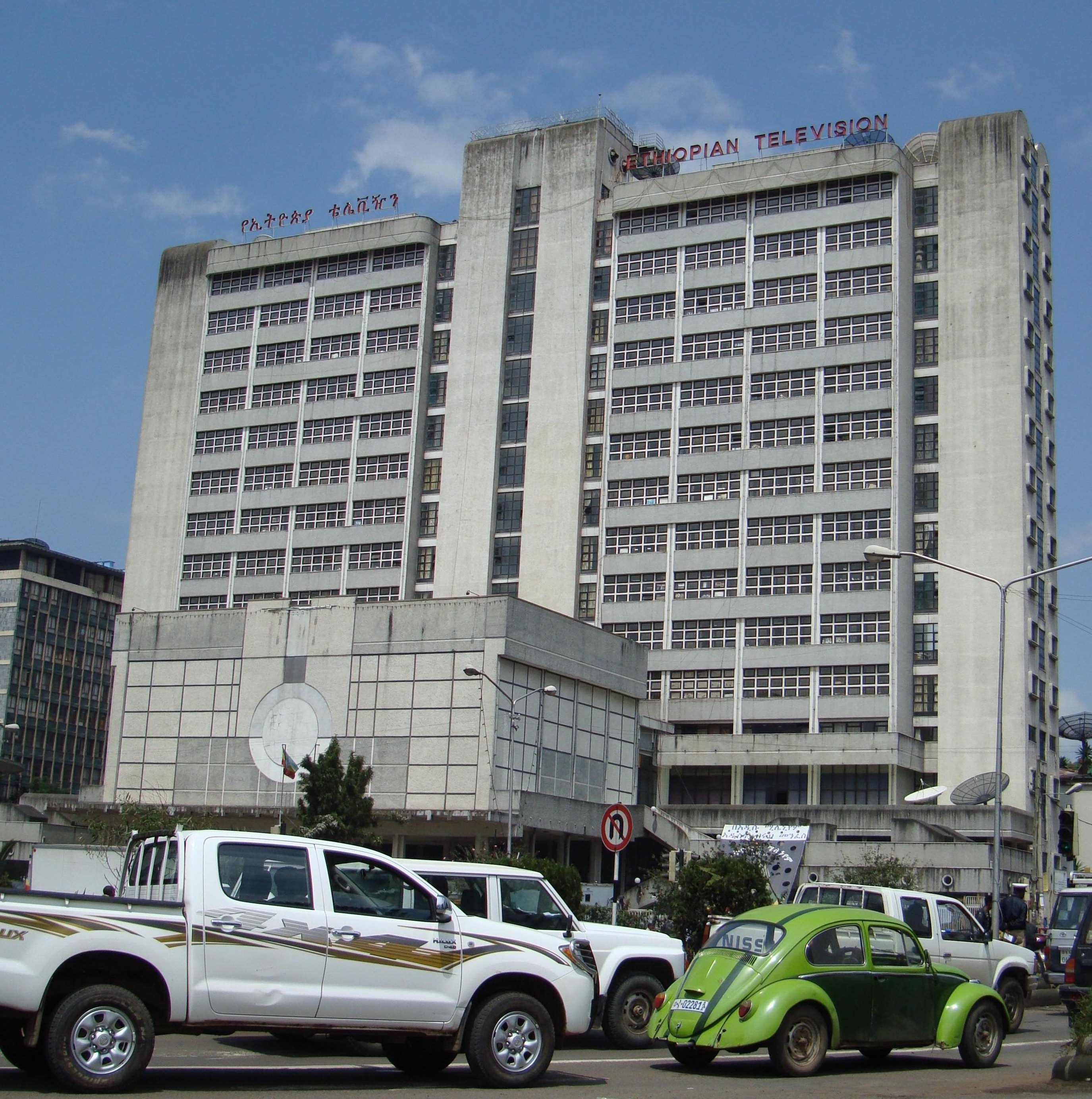
Le siège de l'ECB en 2008 à Addis-Abeba.

La télévision en Éthiopie a été inaugurée en 1962 sur décision de l'empereur Haïle Sélassié avec la chaîne gouvernementale ECB, initialement exploitée par Thomson, une entreprise britannique. La télévision en couleur a débuté en 1979 à titre expérimental et les transmissions régulières ont commencé en 1984 pour commémorer la fondation du Parti des travailleurs d'Éthiopie (PTE). L'Éthiopie a eu son premier diffuseur de télévision privé en 2008 avec EBS TV, une chaîne de télévision par satellite basée aux États-Unis, principalement axée sur l'infodivertissement.
Au début du XXIe siècle, la plupart des chaînes sont détenues par l'État. Cependant, l'accent mis sur la libéralisation du marché de la télévision conduit finalement à une vague de stations privées au cours des années 2010. En 2014, la diaspora oromo a lancé la seule et unique télévision, Oromia Media Network, basée aux États-Unis, OMN. En 2016 et 2017, d'autres diffuseurs privés, tels que ENN TV, centré sur l'information, et d'autres comme LTV Ethiopia (en), Kana TV basée à Dubaï ou EOTC TV, ont tous rejoint le marché. Dans un article de l'Ethiopian Herald (en), Yohanes Jemaneh constate si les chaînes privées se multiplient, la diversité et la qualité des émissions a tendance à baisser dans une logique de profit. La chaîne d'information Dimtsi Weyane (en) est lancée à la fin de l'année 2018. En Éthiopie, 7 millions de foyers disposent d'au moins un téléviseur et environ 55 % de la population a accès à la télévision à domicile.